# Бакулін Ювеналій Олексійович
Ювеналій Олексійович Бакулін (нар. 1903, місто Ніколаєвськ, тепер місто Пугачов Саратовської області, Російська Федерація — ?) — український радянський діяч, 2-й секретар Житомирського і Полтавського обкомів КПУ. Депутат Верховної Ради УРСР 2-го скликання.

## Життєпис
Народився в родині селянина-бідняка. У 1920 році добровільно пішов до Червоної армії, навчався в полковій школі, працював при штабі Туркестанської армії РСЧА.
У 1925 році демобілізувався із армії і вступив до Ташкентського сільськогосподарського інституту, який закінчив у 1931 році.
Член ВКП(б) з 1931 року.
Працював на відповідальній господарській роботі в Узбецькій РСР.
У 1937—1942 роках — завідувач відділу пропаганди і агітації Ташкентського міського комітету КП(б) Узбекистану; заступник завідувача і завідувач сільськогосподарського відділу ЦК КП(б) Узбекистану; 2-й секретар Самаркандського обласного комітету КП(б) Узбекистану; начальник Політичного управління Народного комісаріату землеробства Узбецької РСР.
У 1942 році — 1-й секретар Організаційного бюро ЦК КП(б) Узбекистану по Андижанській області. У 1942—1944 роках — 1-й секретар Андижанського обласного комітету КП(б) Узбекистану. Був знятий із посади як такий, що «не справився із роботою».
У 1944 — травні 1945 року — завідувач сільськогосподарського відділу Миколаївського обласного комітету КП(б)У.
У травні — вересні 1945 року — 3-й секретар Житомирського обласного комітету КП(б)У.
У вересні 1945 — березні 1947 року — 2-й секретар Житомирського обласного комітету КП(б)У.
У березні (затв. у січні) 1947 — 9 травня 1950 року — 2-й секретар Полтавського обласного комітету КП(б)У.
Потім — на відповідальній роботі в Міністерстві бавовництва СРСР.

## Нагороди
- орден «Знак Пошани» (21.01.1939)
- орден Трудового Червоного Прапора (23.01.1948)
- медаль «За доблесну працю у Великій Вітчизняній війні 1941—1945 рр.»
- медалі